# Linda Fried
Pour les articles homonymes, voir Fried.
Linda P. Fried, née en 1949, est une gériatre, épidémiologiste et universitaire américaine. Elle est professeure de santé publique et, depuis 2008, doyenne de la Mailman School of Public Health de l'université Columbia à New York. Elle a reçu le prix international de l'Inserm en 2016 pour avoir identifié le syndrome de fragilité lié au vieillissement. Elle a également conçu un programme de tutorat intergénérationnel, ayant démontré son efficacité dans la prévention du déclin cognitif et de la démence.

## Biographie
Linda Fried obtient son diplôme d'histoire à l'université du Wisconsin à Madison en 1970 et son diplôme de médecin en 1979 au Rush Medical College. Elle réalise un master en santé publique en 1984 à la Johns Hopkins Bloomberg School of Public Health.
Les critères de Fried utilisés pour mettre en évidence le syndrome de fragilité sont basés sur ses travaux. 

## Distinctions
- 2000 : membre de l'Académie américaine de médecine
- 2016 : prix international de l'Inserm